# SOCIUM
Das Forschungszentrum Ungleichheit und Sozialpolitik (SOCIUM) ist eine fachbereichsübergreifende Forschungseinrichtung der Universität Bremen. Es befasst sich mit Forschung über die sozialen, ökonomischen, politischen, kulturellen, organisatorischen, rechtlichen, historischen und sozialmedizinischen Grundlagen, Folgen und Wandlungen der sozialen Ungleichheit und der Sozialpolitik. Außerdem untersucht das SOCIUM den Zusammenhang von bzw. die Wechselwirkungen zwischen Ungleichheit und Sozialpolitik. Das SOCIUM ist aus einer Umbenennung und Erweiterung des Zentrums für Sozialpolitik (ZeS) hervorgegangen.

## Geschichte
Die Vorläufer des SOCIUMs waren die beiden sozialwissenschaftlichen Forschungsinstitute Zentrum für Sozialpolitik (ZeS) sowie Institut für empirische und angewandte Soziologie (EMPAS), die jeweils Trägerinstitutionen der DFG-Sonderforschungsbereiche 597 (Staatlichkeit im Wandel) und 186 (Risiken und Statuspassagen im Lebenslauf) waren. Beim ZeS handelte es sich um eine der wichtigsten deutschen Forschungseinrichtungen im Bereich Sozialpolitik. Am 4. Februar 2015 wurden beide Institute im SOCIUM zusammengeschlossen.

## Forschung
Die Forschung am SOCIUM ist interdisziplinär ausgerichtet. An ihm sind Wissenschaftler aus den Gesundheitswissenschaften, Politikwissenschaft, Soziologie, Wirtschaftswissenschaften und Rechtswissenschaften beteiligt. Neben ihren Forschungsaktivitäten lehren die Mitglieder des SOCIUMs in verschiedenen Studiengängen der Universität Bremen. Das SOCIUM ist das zentrale Institut des Wissenschaftsschwerpunkts Sozialer Wandel, Sozialpolitik und Staat der Universität Bremen.

## Struktur
Das SOCIUM ist in sechs Abteilungen gegliedert:
- Theoretische und normative Grundlagen
- Politische Ökonomie des Wohlfahrtsstaates
- Ungleichheitsdynamiken in Wohlfahrtsgesellschaften
- Lebenslauf, Lebenslaufpolitiken und soziale Integration
- Soziale Ungleichheit und Sozialpolitik: Gesundheit, Pflege und Alter
- Methodenforschung